# Glanford Park
Der Glanford Park ist ein Fußballstadion in der englischen Stadt Scunthorpe. Es bietet Platz für 9.088 Zuschauer und dient dem Verein Scunthorpe United als Heimstätte.

## Geschichte

Eine Tribüne des Glanford Parks

Der Glanford Park in Scunthorpe, einer englischen Stadt in der Grafschaft North Lincolnshire, wurde im Jahre 1988 erbaut. Im selben Jahr wurde er am 14. August 1988 von Prinzessin Alexandra, Lady Ogilvy eröffnet und feierlich an Scunthorpe United, den neuen Eigentümer des Stadions, übergeben. Seitdem dient er diesem Verein als Austragungsort für Heimspiele. Scunthorpe United hatte zuvor im Old Show Ground gespielt. Das erste Ligaspiel zwei Wochen später am 27. August gewann Scunthorpe mit 3:1 gegen Hereford United. Scunthorpe United spielt derzeit in der dritten englischen Liga, der EFL League One, nachdem der Verein in der letzten Spielzeit (2010/11) den 24. Platz belegte und damit den Gang in die Drittklassigkeit antreten musste.
Im Glanford Park finden 9.088 Zuschauer Platz (darunter auf 83 VIP-Plätzen), wobei das Stadion bisher noch nie ausverkauft war. Die überdachten Tribünen der Spielstätte bieten 6.327 Sitz- und 2.678 Stehplätze. Den Journalisten sind 19 Arbeitsplätze vorbehalten. Die meisten Zuschauer kamen am 20. Oktober 2009, als der ehemalige englische Meister Newcastle United im Rahmen eines Zweitligaspiels in Scunthorpe gastierte. 8.921 Zuschauer sahen den 2:1-Sieg der Heimmannschaft gegen den späteren Aufsteiger.

## Tribünen
Die Spielfläche ist von 4 Tribünen umschlossen, wobei drei Tribünen mit Sitzplätzen ausgestattet sind, nur die Britcon Stand ist eine Stehplatztribüne:
- Clugston Stand – Haupttribüne, Ost, Sitzplätze
- Scunthorpe Telegraph Stand – Gegentribüne, West, Sitzplätze, Family Stand
- Britcon Stand – Hintertortribüne, Nord, Stehplätze
- South Stand – Hintertortribüne, Süd, Gästebereich, Sitzplätze

Die Ecken des Stadions werden nicht durch Tribünen geschlossen, sondern sind offen gestaltet.

## Infrastruktur
An der South Stand ist eine elektrische Anzeigetafel angebracht. Bei Dunkelheit kann die Spielfläche mit Hilfe von vier modernen Scheinwerfern ausgeleuchtet werden.

## Nutzung
Der Glanford Park wird ausschließlich für Spiele von Scunthorpe United genutzt.

## Neubaupläne

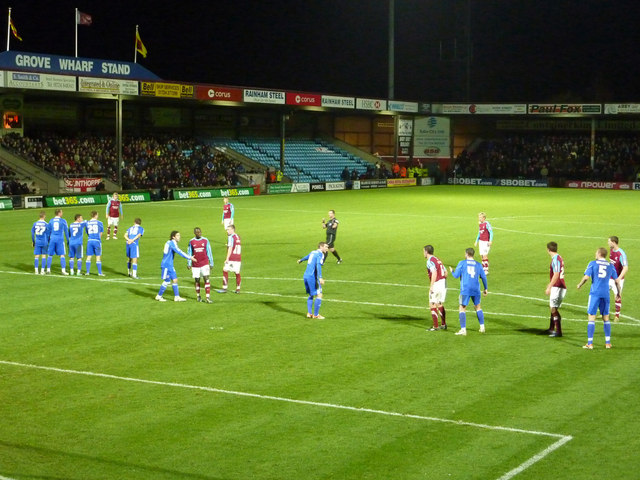
Heimspiel von Scunthorpe United im Glanford Park. Die Tribünen sind nicht voll besetzt.

Auf der Jahreshauptversammlung 2013 verkündete der Club-Vorsitzende Peter Swann Pläne für einen Stadionneubau. Die neue Spielstätte soll 12.000 Plätze haben mit der Möglichkeit auf den Ausbau auf 18.000 Plätze. Der Kostenrahmen für den Neubau soll bei 17 bis 18 Millionen £ liegen. Der Baubeginn wird Mitte 2017 erwartet, sodass in der Saison 2018/19 die Heimspiele von Scunthorpe United im neuen Stadion stattfinden werden. Den Auftrag für den Bau des Stadions erhielt die Buckingham Group, die bereits das Amex Stadum für Brighton & Hove Albion und das Stadium MK für die Milton Keynes Dons errichtet hat. Zur Finanzierung der neuen Arena soll unter anderem der Glanford Park verkauft werden.